# 全印青年联合会
全印青年联合会（英語：All India Youth Federation，缩写为AIYF）是印度共产党的青年翼。该组织成立于1959年。该组织以马克思列宁主义为指导思想。该组织是世界民主青年联盟的成员。

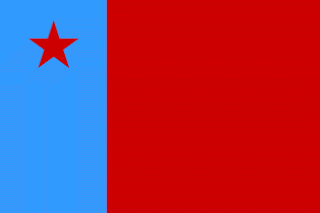
全印度青年联合会旗帜